# Dmytro Newmywaka

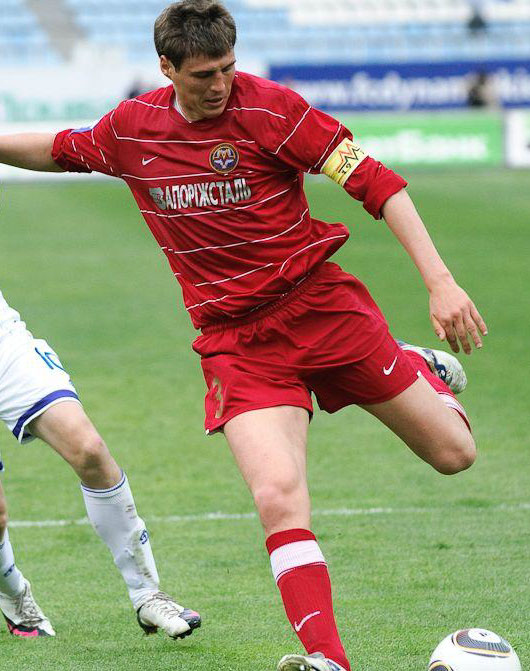
Dmytro Newmywaka

Dmytro Wassyljowytsch Newmywaka (ukrainisch Дмитро Васильович Невмивака; * 19. März 1984 in Saporischschja) ist ein ukrainischer Fußballspieler.
Der Abwehrspieler begann seine Karriere bei Metalurh Saporischschja, für den er 2003 in der Premjer-Liha debütierte. Newmywaka gehörte zum Kader der ukrainischen Juniorennationalmannschaft, die bei der U-21-Fußball-Europameisterschaft 2006 Vize-Europameister wurde, hatte aber keine Einsätze bei dem Turnier. Bei der Dopingkontrolle nach dem Halbfinalspiel war er außerdem positiv auf ein Diuretikum getestet worden und wurde anschließend für ein Jahr gesperrt.
Im Verein spielte er weiter bei Metalurh, bis er Anfang 2011 zum Ligakonkurrenten Illitschiwez Mariupol ging. 2014 verließ er dann die Ukraine und wechselte zum belarussischen Erstligisten FK Homel. Mit Homel erreichte er die Meisterrunde der sechs besten Klubs, wo die Qualifikation für einen europäischen Wettbewerb aber nicht gelang. 2015 ging er zum Aufsteiger Hranit Mikaschewitschy.